# Teorema de Cauchy-Hadamard
A l'entorn de matemàtiques, el  Teorema de Cauchy-Hadamard, anomenat així pels matemàtics francesos Augustin Louis Cauchy i Jacques Hadamard, estableix que, donada una sèrie de potències que aproxima una funció al voltant d'un punt a, es pot afirmar que:
| El radi de convergència de la següent sèrie de potències: {\displaystyle F(z)=\sum _{n=0}^{\infty }C_{n}(za)^{n}} és {\displaystyle \ R={\frac {1}{\limsup _{n\to \infty }{\big (}\|c_{n}\|^{\frac {1}{n}}{\big )}}}} o la seva forma equivalent {\displaystyle \ R={\frac {1}{\lim _{n\to \infty }\left\|{\frac {a_{n+1}}{a_{n}}}\right\|}}} |

Pel que la sèrie convergirà en l'interval {\displaystyle (a-R,a+R)}.